# Municipio de Champion (Míchigan)
El municipio de Champion (en inglés: Champion Township) es un municipio ubicado en el condado de Marquette en el estado estadounidense de Míchigan. En el año 2010 tenía una población de 297 habitantes y una densidad poblacional de 0,92 personas por km².

## Geografía
El municipio de Champion se encuentra ubicado en las coordenadas 46°38′25″N 87°50′21″O / 46.64028, -87.83917. Según la Oficina del Censo de los Estados Unidos, el municipio tiene una superficie total de 323.4 km², de la cual 313,11 km² corresponden a tierra firme y (3,18 %) 10,29 km² es agua.

## Demografía
Según el censo de 2010, había 297 personas residiendo en el municipio de Champion. La densidad de población era de 0,92 hab./km². De los 297 habitantes, el municipio de Champion estaba compuesto por el 96,97 % blancos, el 1,68 % eran amerindios, el 0,34 % eran de otras razas y el 1,01 % eran de una mezcla de razas. Del total de la población el 0 % eran hispanos o latinos de cualquier raza.